# Werner Heinrichs
Werner Heinrichs (* 16. Februar 1947 in Krefeld) ist emeritierter deutscher Kulturwissenschaftler und ehemaliger Rektor der Staatlichen Hochschule für Musik und Darstellende Kunst Stuttgart.

## Leben
Nach Ausbildung und Tätigkeit in der Kommunalverwaltung studierte Werner Heinrichs von 1972 bis 1977 an den Universitäten Freiburg im Breisgau und Uppsala/Schweden Philosophie, Germanistik und Skandinavistik. 1977 Staatsexamen in Germanistik und Philosophie; 1980 Promotion zum Dr. phil. im Fach Vergleichende Germanische Philologie und Skandinavistik. 1978 bis 1990 in verschiedenen Funktionen im Bereich der kommunalen Kulturarbeit tätig, zuletzt als Kulturamtsleiter. Von 1990 bis 2007 Professor für Kulturwissenschaft und Kulturmanagement sowie Gründer und Leiter des Instituts für Kulturmanagement der Pädagogischen Hochschule Ludwigsburg (seit 2002 beurlaubt). Von 2002 bis 2012 Rektor der Staatlichen Hochschule für Musik und Darstellende Kunst Stuttgart sowie von 2008 bis 2011 Vorsitzender der Rektorenkonferenz der deutschen Musikhochschulen in der HRK. 2014 auf Vorschlag von Ministerpräsident Winfried Kretschmann Verdienstkreuz am Bande des Verdienstordens der Bundesrepublik Deutschland.

## Werk
Heinrichs befasst sich seit Mitte der 1980er Jahre mit dem Management von Nonprofit-Organisationen. Nach einer ersten Publikation zur kommunalen Kulturarbeit im Jahre 1988 wurde er 1990 auf den neu geschaffenen Lehrstuhl für Kulturwissenschaft und Kulturmanagement der Pädagogischen Hochschule Ludwigsburg berufen. Dort erarbeitete er Grundlagen und Selbstverständnis des neuen Fachs Kulturmanagement und publizierte 1993 eine Einführung in das Kulturmanagement, die die weitere Entwicklung des Fachs maßgeblich beeinflusste. Mit seinem Buch "Kultur und Kulturpolitik" stellte er 1997 den Einfluss der rechtlichen, wirtschaftlichen und politischen Rahmenbedingungen auf die öffentliche Kulturförderung heraus. Seit seinem Wechsel an die Musik- und Theaterhochschule Stuttgart beschäftigt er sich verstärkt mit kulturwissenschaftlichen Fragen, vor allem mit den Bedingungen kulturellen Lebens und künstlerischen Handelns in der Moderne.

## Publikationen (Auswahl)
- Die Moderne. Bilanz einer Epoche, Konstanz und München 2017
- Die deutschen Musikhochschulen. Positionen und Dokumente (Red.). Beiträge zur Hochschulpolitik 3/2011, hrsg. von der Hochschulrektorenkonferenz, Bonn 2011
- Hochschulmanagement, München (Oldenbourg Wissenschaftsverlag) 2010
- Der Kulturbetrieb. Bildende Kunst – Musik – Literatur – Theater – Film, Bielefeld (transcript Verlag) 2006
- Kommunales Kulturmanagement. Rahmenbedingungen – Praxisfelder – Managementmethoden, Baden-Baden (Nomos) 1999
- Merchandising und Licensing in Kulturbetrieben (Hrsg. zus. mit H. Schäfer), Stuttgart (Raabe) 1999
- Kulturpolitik und Kulturfinanzierung, Strategien und Modelle für eine politische Neuorientierung der Kulturfinanzierung. C.H.Beck, München 1997.
- Macht Kultur Gewinn? Kulturbetrieb zwischen Nutzen und Profit (Hrsg.), Baden-Baden (Nomos) 1997
- Kulturmanagement von A–Z. Beck-Wirtschaftsberater im dtv (mit Armin Klein), München (C.H.Beck) 1996 (2. Aufl. 2001,); Übersetzung ins Chinesische 2003 (Five Senses Arts Management Association)
- Kulturmanagement. Eine praxisorientierte Einführung, Darmstadt (Wissenschaftliche Buchgesellschaft) 1993 (2. Aufl. 1999, 3. Aufl. 2012); Übersetzung ins Koreanische 2003 (INDEBOOK Publishers)
- Handbuch KulturManagement (Mithrsg.), Stuttgart (Raabe) Loseblattsammlung 1992–2002
- Geschichte der jüdischen Gemeinde Ludwigsburg (Hrsg.), Vaihingen an der Enz 1989
- Kommunale Kulturarbeit im ländlichen Raum, Stuttgart (Bonn aktuell) 1988
- Die Modalpartikeln im Deutschen und Schwedischen. Eine kontrastive Analyse. Linguistische Arbeit, Band 101. Tübingen (Niemeyer) 1981 (Diss.)